# Центральна станція зв'язку
Філія «Центральна станція зв'язку» публічного акціонерного товариства «Українська залізниця» (ЦСЗ УЗ) — створена 1 березня 1995 р.

## Історія
З метою створення єдиної системи оперативного управління експлуатаційною роботою мереж зв'язку залізничного транспорту України, розробки і організації роботи ефективних цифрових систем передачі та комутації на базі волоконно-оптичних ліній, наказом по Міністерству транспорту України та наказом по Укрзалізниці 1 березня 1995 р. було створено Центральну станцію зв'язку.
Важливим кроком зі впровадження цифрових технологій була заміна у 2000 р. координатної станції комутації телеграфних каналів типу АТ-ПС-ПД на електронну станцію Агент-Комбі II, яка дала можливість впровадити додаткові сервісні функції.
У 2001 р. створили транспортну мережу в м. Києві на базі волоконно-оптичних ліній зв'язку. З їх побудовою з'явилася можливість створити вузол Інтернет для надання високошвидкісного доступу до мережі Інтернет абонентам залізничних АТС.
У 2007–2008 рр. виконано роботи з підключення цифрової АТС ЦСЗ УЗ до телефонної мережі загального користування по цифрових каналах зв'язку на всі чотири транзитні вузли міста Києва, що забезпечило високу надійність та якість зв'язку.
У 2009 р. на ЦСЗ УЗ було замінено фізично та морально застаріле аналогове обладнання зв'язку селекторних нарад на цифрове.
Проектним відділом ЦСЗ УЗ, створеним у 2001 р., розроблено низку проектів з будівництва волоконно-оптичних ліній зв'язку, цифрових АТС, обладнання цифрової транспортної мережі по всій мережі зв'язку Укрзалізниці.
Протягом 2010–2011 рр. виконано роботи з вивільнення аналогових систем передачі в напрямках Київ — Фастів, Київ — Козятин, Київ —  Жмеринка, Київ — Конотоп, Київ — Ніжин, Київ — Дарниця та переключення каналів на цифрові системи передачі. Виконано проектні роботи щодо організації зв'язку на дільниці впровадження швидкісного руху пасажирських поїздів Гребінка — Полтава — Красноград — Харків — Лозова. Наразі [коли?] ведуться проектні роботи щодо будівництва волоконно-оптичної лінії зв'язку на дільниці швидкісного руху пасажирських поїздів Лозова —Слов'янськ — Ясинувата Південної залізниці.

## Послуги
- телефонний місцевий, міжміський та міжнародний зв'язок, у тому числі ISDN;
- повний набір додаткових сервісних послуг ЦАТС;
- телеграфний місцевий, міжміський та міжнародний зв'язок;
- псевдотранкінговий зв'язок;
- аналогові та цифрові канали зв'язку;
- широкий спектр послуг INTERNET;
- технічне обслуговування абонентських терміналів (телефонних апаратів, АРМ телеграфіста);
- інженерне супроводження АРМ телеграфіста;
- випробування, тестування і монтаж волоконно-оптичних ліній зв'язку.[1]

## Адреса
Центральна станція зв'язку Укрзалізниці. 
Україна, м. Київ, вул. В'ячеслава Липинського, 5